# Jan Kuzmicki
Rickard Jan Kuzmicki, född 1 december 1934 i Polen, är en polsk-svensk konstnär och skulptör.
Kuzmicki studerade filmkonst i Polen och Israel och har arbetade därefter inom den polska filmindustrin. Han har medverkat i ett stort antal konstsutställningar i Stockholm, Uppsala och utomlands som i Finland, Israel, Ryssland, och Vitryssland. Hans konst består av personer med stora mandelformade ögon. Kuzmicki är representerad vid bland annat Nationalmuseet i Minsk, Vitryssland. 